# Josef Mattes
Josef Mattes (né le 9 octobre 1989) est un acteur allemand.

## Biographie
Il est le fils de l'actrice Eva Mattes et de l'artiste contemporain Wolfgang Georgsdorf.
Josef Mattes se fait connaître dans le rôle de Louis von Eden, dans Krimi.de (Team Leipzig), une série policière allemande de KiKA. Pour son interprétation dans Les Héros du voisinage il est nommé pour le New Faces Award du meilleur espoir masculin en 2008. Dans Mon frère s'appelle Robert et c'est un idiot, il incarne Robert.

## Filmographie
Cinéma
- 2002 : L'Amante de la lune (court métrage)
- 2006 : Das wahre Leben (Bummm!)
- 2008 : Les Héros du voisinage
- 2010 : Groupies bleiben nicht zum Frühstück (de)
- 2012 : À demi-mots
- 2016 : Continuity (de)
- 2018 : Mon frère s'appelle Robert et c'est un idiot (Mein Bruder heißt Robert und ist ein Idiot)

Téléfilms
- 2004 : Franz
- 2007 : Hiver 1945
- 2010 : Empathie
- 2010 : Neue Vahr Süd
- 2016 : Rose et le Soldat

Séries télévisées
- 2003 : Tatort: Der Schächter
- 2005–2007 : Krimi.de (de)
- 2011 : Stubbe – Von Fall zu Fall: Der Stolz der Familie
- 2011 : SOKO Leipzig: Feuerteufel
- 2018 : SOKO Leipzig: Zerbrochen